# Ctenoiulus chatelainei
Ctenoiulus chatelainei är en mångfotingart som beskrevs av Cook 1893. Ctenoiulus chatelainei ingår i släktet Ctenoiulus och familjen Odontopygidae. Inga underarter finns listade i Catalogue of Life.